# Galeazzo Ciano
Pour les articles homonymes, voir Ciano.

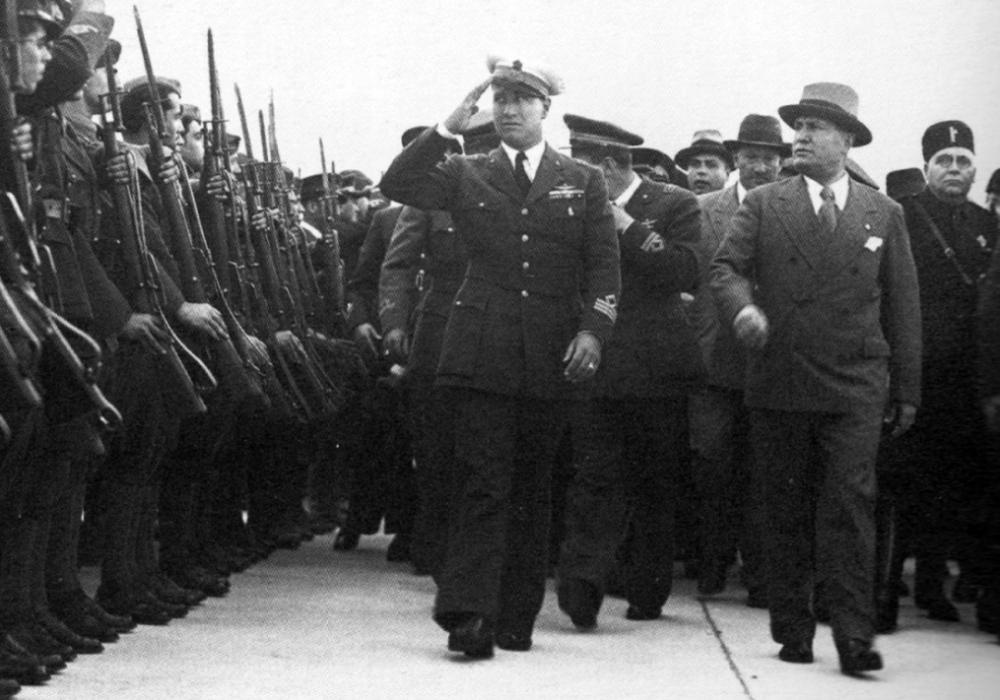
Galeazzo Ciano (au centre) et Benito Mussolini (à droite).

Gian Galeazzo Ciano , comte de Cortellazzo et de Buccari (né à Livourne le 18 mars 1903 et mort à Vérone le 11 janvier 1944), est un homme politique italien, gendre de Benito Mussolini et personnalité majeure du régime fasciste. Issu d’une riche famille d’armateurs de Livourne, il adhère très jeune au mouvement fasciste et participe en 1922 à la marche sur Rome. Ayant de très bonnes relations avec la famille de Savoie (et en particulier avec l'héritier du trône, Umberto de Savoie, le futur Humbert II d'Italie), il reçoit le Collare della Santissima Annunziata, la plus haute décoration du royaume, qui lui confère la dignité de « cousin du roi » par droit. Ciano, éloigné du radicalisme fasciste, est, à ses débuts dans l'exercice de ses fonctions, un jeune homme cynique dont l'essentiel des occupations consiste à fréquenter les salons de la bonne société romaine.
Il commence une carrière fulgurante dans l'élite du régime grâce à la confiance de Mussolini envers son père, l'amiral Costanzo Ciano. Il bénéficie également de son mariage avec la fille aînée de Mussolini, Edda. En juillet 1943, dans un contexte de crise politique en Italie, il vote pour l'ordre du jour Grandi, demandant que tous les pouvoirs soient remis au roi et à l'armée, ce qui entraîne l'arrestation de Mussolini. Il est condamné à mort au procès de Vérone, et fusillé le 11 janvier 1944.

## Biographie

### Jeunesse
Galeazzo Ciano est le fils de Costanzo Ciano, héros de la Première Guerre mondiale et proche de Mussolini.
Galeazzo Ciano partage sa jeunesse entre les plaisirs de la vie mondaine, la littérature et le journalisme puis entre, en 1925, dans la carrière diplomatique à laquelle le destinaient son éducation et ses origines aristocratiques.
Jeune diplomate, après une licence en droit il est nommé à Rio de Janeiro, puis au consulat de Pékin, à Shanghai de 1930 à 1935, à Buenos Aires et finalement au Vatican. Il épouse le 24 avril 1930 la fille aînée du Duce, Edda Mussolini, au cours d'une cérémonie religieuse à laquelle sont présents près de quatre mille convives.
Son destin est alors plus que jamais lié au régime fasciste, perçu par Joseph Goebbels dans son journal comme la plus grande erreur de Mussolini.

### Entrée dans la vie politique italienne
Nommé chef du bureau de presse du Duce en 1933, il est élevé au rang de sous-secrétaire (septembre 1934). En 1934, il entre au gouvernement où il occupe le poste de confiance de ministre de la Presse et de la Propagande jusqu'en 1936, le contrôle des esprits et des consciences ayant été considéré par le régime fasciste comme une tâche prioritaire. Cette promotion lui donne le droit de siéger au Grand Conseil fasciste.
Dès cette époque, Ciano apparaît pourtant comme le favori incontesté, le « vice-Duce » soucieux avant tout d’assurer la succession en contrôlant les ministres et en plaçant sa clientèle aux postes de commande.
Ciano était également aviateur, et lorsque la guerre d’Éthiopie éclata, il quitta son ministère pour s’engager comme pilote de bombardier, commandant, avec son ami Pavolini, une division aérienne surnommée l'Escadron Désespoir (La Disperata) de quatre bombardiers, ce qui lui valut de retourner en Italie le 9 juin 1936 avec deux décorations militaires, les argento valore. De retour de la campagne d’Éthiopie, il est nommé ministre des Affaires étrangères par Mussolini, en juin 1936, à l'âge de trente-trois ans, poste qu'il occupera jusqu'en 1943. Convaincu de l'irrémédiable déclin des démocraties (remilitarisation de la Rhénanie en mars 1936 sans que les démocraties réagissent autrement que par des déclarations verbales) et soucieux d'assurer son prestige personnel, le gendre du Duce allait fortement pousser au rapprochement avec l'Allemagne. Pendant son passage au ministère des Affaires étrangères. Il tient un journal, I diari 1936 - 1943, qui en 1945 fut vendu par sa veuve à une maison d'édition suisse qui le publia en 1946.
Sa nomination fut mal accueillie par l’ensemble de la classe politique, tant à l’étranger qu'en Italie où les vieux hiérarques considéraient avec méfiance ce jeune homme intrigant dont le ralliement tardif au fascisme éveillait des soupçons. Ciano est un homme nouveau de la politique italienne par sa jeunesse, il est élevé au rang de numéro deux du régime, mais cela correspondait bien moins au profil du croyant qu'à celui du cynique, qui devait tout à sa condition familiale : fils d'un des hiérarques les plus contestés pour son affairisme, et surtout gendre de Mussolini. Modéré par caractère et par formation, il fut du parti philo-allemand car c'est là l'orientation que Mussolini entendait donner au régime. Son obéissance n'allait pas tant au Duce du fascisme qu'au chef de clan. Au moment où il monte les échelons du pouvoir, il n’est pas choqué par l'hégémonie du parti sur tous les secteurs de la vie nationale. Il place cela en position secondaire, puisqu'on trouve dans son journal : « nous verrons en temps voulu ».
En 1942-1943, Ciano se sentait responsable du rapprochement de l'Italie avec l'Allemagne, ce qu'il regrettait amèrement, et il s'opposa à plusieurs reprises à Mussolini. Le 20 juillet 1943, Ciano découvre la motion Grandi, prônant la fin des pouvoirs militaires de Mussolini. Le 22 juillet, au palais de Venise, dix-neuf membres du Grand Conseil du fascisme signent la motion Grandi, y compris Ciano qui n’a pas voulu se dérober à ses responsabilités.
La thèse de la conspiration fut publiée par Mussolini après sa libération, le 12 septembre 1943. Elle est lourde de conséquences et fonde la légitimité de l’instruction de Vérone qui aboutira à la culpabilité des 19 signataires de l’ordre du jour Grandi, considérés comme traîtres et conspirateurs, dont Galeazzo Ciano.

### Acteur du rapprochement italo-allemand
Avant la guerre, lors de l’isolement diplomatique de l'Italie consécutif à la guerre d’Éthiopie et au Front populaire en France (Ciano a financé et apporté des fonds généreux pour le rachat du quotidien La Liberté par le Parti populaire français, fin 1935), le gendre du Duce pousse l'Italie à intervenir dans la guerre d'Espagne afin de s'assurer les bases d'une expansion future en Méditerranée. Malgré les réticences de Mussolini, il reçoit les émissaires du général Franco et obtient finalement l’accord du Duce pour l’envoi de quelques avions destinés à protéger le débarquement franquiste en Espagne, cela en dépit du pacte de non-intervention signé par le Duce à la demande de la France et de l’Angleterre.
Très vite, cette aide s’accrut en un soutien massif au camp franquiste, créant pour l’Italie un nouveau facteur de convergence avec l’Allemagne dont la participation en Espagne était plus limitée. Ciano travaille également à s'allier avec l'Allemagne pour constituer un axe Rome-Berlin. L’adhésion, le 6 novembre 1936, au « pacte anti-komintern » et le retrait définitif de l'Italie de la SDN furent, parmi d’autres, les premières manifestations du changement d’orientation de la politique italienne. Une solidarité de fait s'établit entre les deux États totalitaires, concrétisée en octobre 1936 par le voyage de Ciano à Berlin. À cette occasion, il signa avec Von Neurath un pacte « d’entente cordiale » qui, tout en jetant les bases de l’axe Rome-Berlin, constatait la concordance des points de vue respectifs des deux pays sur la plupart des problèmes européens. Durant l’année 1937, Ciano partagea et même alimenta la ferveur philo-nazie qui avait déjà touché Mussolini lors de sa visite officielle en Allemagne. Il multiplia les contacts avec les dirigeants allemands et écrivit dans son journal que « devant la débilité franco-britannique, le moment était venu de jouer gros jeu ». La décision d’envahir l’Albanie en avril 1939, en réplique à l’annexion de la Tchécoslovaquie par l’Allemagne, lui fut dictée par le souci de rétablir l’équilibre de l’alliance en faveur de l’Italie.
Certains pensent par ailleurs que Ciano a des responsabilités dans l’exécution des Juifs allemands. Dans son journal, il récuse cette idée le 3 décembre 1937 : « Les juifs me couvrent d’injures anonymes, m’accusant d’avoir promis à Hitler leur persécution. Faux. Les Allemands ne nous ont jamais parlé de ce sujet ».
Lorsque Hitler décide le 11 mars 1938 d'occuper l'Autriche, on assiste à une levée de boucliers en Italie. Des voix s'élèvent pour protester contre ce coup de force, dont le roi et certains dirigeants fascistes. Mussolini convainc le Conseil de voter un ordre du jour approuvant l'Anschluss, mais en parallèle il le désapprouve en signant avec les Britanniques les « accords de Pâques », se rapprochant ainsi des démocraties. Hitler se rend en Italie pour proposer une alliance militaire en bonne et due forme afin d'éviter un revirement italien. Mais Ciano avait compris que l'amitié encombrante du Führer avait toutes les chances d'entraîner l'Italie dans une guerre à laquelle elle n'était pas prête, ce qui la réduirait à un rôle de satellite vis-à-vis du Reich.
Malgré la conférence quadripartite de Munich, fin septembre 1938, Mussolini entend tirer parti de la faiblesse des démocraties. Le 30 novembre, Ciano est accueilli à la Chambre italienne aux cris de « Tunisie, Djibouti, Corse ! », manifestation à laquelle la presse s'associe le lendemain, ajoutant à ces revendications Nice et la Savoie. Le 17 décembre, Ciano déclare que les accords signés en janvier 1935 par son beau-père et Laval sont « historiquement dépassés » .

### Durcissement de la politique étrangère
Il signe le Pacte d'Acier le 21 mai 1939. Le but supposé des Italiens était de ne pas laisser Hitler déclarer la guerre sans l'accord de son allié italien. Objectif déçu.
Dans cette affaire, Ciano, pressé par le Duce, a fait preuve d'une incroyable légèreté en laissant aux Allemands le soin de préparer seuls le traité. Or, ce pacte a un caractère nettement offensif puisque l'article 3 prévoit l'entrée en guerre de l'autre partie si la première se trouve en situation de guerre. Après la signature, Ciano écrivit : « Le pacte d’Acier est fondé sur deux engagements réciproques : consultation et assistance. Dans mon esprit, la consultation, qui doit nécessairement précéder l’assistance, devrait permettre de freiner Hitler sur la route de la guerre. Pour conserver du crédit auprès du Führer, il faut de temps en temps, hurler avec les loups… Mais c’est étrange, j’ai l’impression que les loups vont nous dévorer, ils ne nous consulteront pas et nous entraîneront dans la guerre… Ce pacte d’Acier risque fort de devenir un pacte de sang ». Mussolini savait que l'Italie n'était pas prête à se battre mais croyait avoir du temps, Ribbentrop l'ayant assuré que la guerre n'éclaterait pas avant 1942.

### Distanciation vis-à-vis du régime fasciste
Ciano voyage en Autriche et en Bavière (rencontre de Salzbourg du 11 au 13 août 1939), ce qui lui ouvre les yeux. « Il a décidé de frapper », dira-t-il à son beau-père, « nos arguments ne pourront absolument pas l'arrêter ». Il explique dans son journal qu'il est rentré à Rome, « dégoûté de l'Allemagne, de ses chefs, de leur façon d'agir ». Néanmoins, le caractère désabusé de ces commentaires doit être relativisé au regard de la politique expansionniste que l'Italie mène en Éthiopie puis en Albanie. Fin août 1939, Ciano ne réussit qu’à faire accepter par l’Allemagne le principe de non-belligérance de l’Italie en cas de conflit germano-polonais. Il fallait convaincre Mussolini de la nécessité au moins de retarder l'entrée en guerre de l'Italie sans pour autant trahir la parole donnée. Avec l'ambassadeur à Berlin, Attolico, Ciano rédige un document montrant que l'Italie ne pourrait s'engager dans le conflit que si le Reich était à même de lui fournir une longue liste de fournitures militaires, du matériel et les matières premières requises, ce dont il était incapable. Hitler ferme les yeux sur le motif de la dérobade et, le 1er septembre, le Conseil des ministres peut approuver le communiqué qui faisait état de la « non-belligérance italienne ». Cette réserve de l’Italie provoqua un immense soulagement dans la mesure où elle préservait la paix et amorçait la rupture de la solidarité avec le nazisme tout en laissant espérer une libéralisation du régime.
L’influence de Ciano sur la conduite des affaires du pays culmina avec le remaniement ministériel d’octobre-novembre 1939, qui porta au pouvoir nombre de ses partisans, laissant augurer une orientation plus neutre de la politique étrangère fasciste à l'égard du conflit européen.
La position mineure de l'Italie dans l'axe Rome-Berlin représente pour Ciano une humiliation que son journal laisse entrevoir et qui rend difficile à la longue la coopération avec l'Allemagne.
C'était sans compter avec la détermination de Mussolini. Contre l’avis de son gendre, qui tentait de mettre en œuvre une politique d’entente avec les Occidentaux, soutenue par le roi et le gouvernement, Mussolini, dans une démarche personnelle, déclara la guerre à la France le 10 juin 1940. En janvier 1941, en pleine guerre, le Duce décida d’appeler sous les drapeaux et d’envoyer au front de nombreux responsables fascistes et plusieurs ministres, parmi lesquels Ciano.
L'opposition interne à Mussolini se fait jour. Les jeunes militants reprochent au parti son embourgeoisement, et les hiérarques comme Ciano ou Grandi se sentent désormais solidaires de l'ancienne classe dirigeante et aspirent comme elle à une paix séparée, Ciano représentant d'une « fronde de droite » au moment de l'entrée en guerre. Elle est composée d'industriels qui voient avec inquiétude l'ingérence constante de capitaux allemands, d'officiers préoccupés par l'impréparation militaire et de hauts représentants de la bureaucratie qui craignent que l'entrée en guerre ne compromette l'équilibre social péniblement atteint et n'expose le pays à de dangereux bouleversements. Ciano est leur représentant, même si sa virulence s'est atténuée après l'accord de Munich, et s'il n'a pu différer l'entrée dans la guerre .

### Éviction du gouvernement
La position de pouvoir où Mussolini avait placé son gendre aurait pu faire de Ciano le dauphin et son successeur potentiel. Néanmoins, le moment venu, les circonstances — notamment la question de savoir si Mussolini pourrait ou non s’occuper personnellement de sa succession — et les rapports de force au sein du régime comptaient plus que le choix d’un dauphin. Les désaccords entre le Duce et son gendre n'étaient pas connus du public ; selon Maurizio Serra, ce qui retint Ciano de démissionner malgré ses désaccords politiques, c'est l'idée qu'une telle démission n'arrangerait rien et risquerait de compromettre ses chances de succéder à Mussolini avec l'appui du roi et du Vatican. Il n'eut de fait pas assez de temps pour s'imposer comme successeur, le Grand Conseil du fascisme refusa de l'intégrer au triumvirat qui aurait dû assurer la succession du Duce si celui-ci était venu à manquer pendant le conflit ; cependant ce triumvirat ne fut jamais constitué officiellement, les autres noms étant ceux de Dino Grandi, Italo Balbo, Giuseppe Bottai (tous trois d'ailleurs également opposés à la guerre aux côtés de l'Allemagne).
Partisan d'une paix séparée avec les Alliés après les défaites de 1942, Ciano perd la confiance de Mussolini et, jugé trop mou, est forcé de démissionner en février 1943. Milan, Turin et Gênes ont en effet subi les raids de l'aviation alliée. Quelques jours après, ultime « relève de la garde », Ciano et d'autres hiérarques comme Giuseppe Bottai et Dino Grandi sont écartés du gouvernement et remplacés par des hommes entièrement dévoués au Duce. Le nouveau secrétaire du parti Carlo Scorza passe lui aussi pour un godillot de Mussolini. Le 5 février 1943 Ciano est nommé ambassadeur auprès du Saint-Siège. Ce remaniement ministériel sera plutôt bien vu du gouvernement allemand.

### Complot politique contre le Duce
Un complot a lieu avec le duc d'Aoste et le maréchal Badoglio qui envisagent d'évincer Mussolini avec le soutien du roi Victor-Emmanuel III. Les hiérarques fascistes obtiennent du Duce la décision de convoquer le Grand Conseil le 24 juillet 1943. À la suite de l’annonce du premier bombardement sur Rome par les Alliés, Mussolini rencontre le Führer à Feltre le 19. Cette rencontre était considérée comme la dernière chance d'annoncer le désengagement de l'Italie dans l'escalade du conflit, mais il reste silencieux, ce qui marque le signal pour les hiérarques de la révolte.

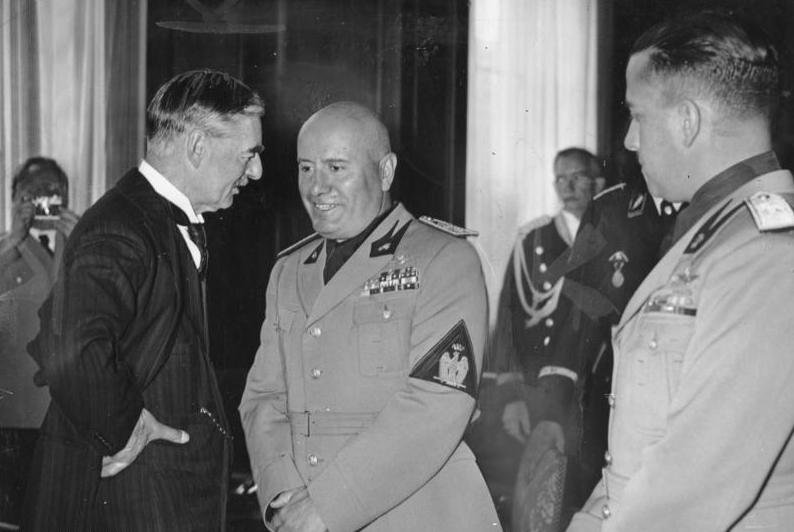
Arthur Neville Chamberlain, Benito Mussolini et Galeazzo Ciano lors de la signature des accords de Munich (photo du 29 septembre 1938 de Heinrich Hoffmann).

Galeazzo Ciano, qui avait tant admiré la majesté dont avait fait preuve le Duce lors de la conférence de Munich, partageait les mêmes réflexions que les autres hiérarques concernant la solitude de Mussolini, ne voyant plus en lui qu’un « être sans volonté et surtout un capricieux, qui veut être adulé, flatté, et trompé ».
Lors du Grand Conseil du fascisme du 25 juillet 1943, Ciano vote pour l'ordre du jour présenté par le comte Dino Grandi demandant que les pouvoirs militaires soient remis au roi. Mussolini sera arrêté le lendemain.
Après l'entrée des Allemands en Italie, Ciano est arrêté par les nazis.

### Arrestation et mort
Mussolini est psychiquement brisé par le coup de force du 25 juillet alors que sa santé s'est détériorée déjà depuis plusieurs mois. Libéré par les Allemands, il leur laisse toute liberté dans le nord de l'Italie et s'en remet aux décisions d'Hitler, qui croit pouvoir redresser la situation de l'Axe. Arrêté par les nazis, Ciano est livré au gouvernement de la République de Salò. Son épouse Edda, fille de Mussolini, tente en vain d'obtenir sa libération en échange du journal I diari 1936 - 1943. En janvier 1944, Mussolini laisse un tribunal spécial, réuni à Vérone, condamner à mort son propre gendre. Le Duce aurait refusé de signer la demande de grâce ; selon une autre version, celle-ci ne lui aurait été présentée qu'après l'exécution : menacé par Adolf Hitler de représailles contre la population, Benito Mussolini a été obligé d'organiser le procès de ceux qui avaient voté la motion de Dino Grandi, procès qui échappe totalement à son contrôle. En effet, le chef fasciste Pavolini a refusé de transmettre à Mussolini les recours en grâce des condamnés. Edda Ciano envoya une lettre suppliante à son père pour tenter de sauver son mari. Mais le procès est orchestré par les ultras du fascisme, Farinacci et Pavolini, et les nazis. Ciano est fusillé dans le dos avec les anciens dirigeants fascistes De Bono, Gottardi, Pareschi et Marinelli ; il a crié avant de mourir : « Vive l'Italie ! » . Mussolini affirma : « Si je ne l'avais pas fait fusiller, on aurait dit que je voulais sauver mon gendre. Maintenant, on dit que j'ai fait fusiller le père de mes petits-enfants . »
La dernière nuit des conjurés fut confortée par la présence de l'aumônier de la prison, Don Giuseppe Chiot. Ils lurent des passages des Évangiles et l'Apologie de Socrate. Il donna sa montre à sa geôlière, qui la porta jusqu'à sa mort en 2010. Le film de l'exécution a été retrouvé dans les années 1990 : Ciano garde les mains dans les poches, conservant jusqu'au bout une attitude insouciante, indiquant la chaise qui lui est désignée. Ligoté, dos au peloton, il s'effondre au sol en renversant sa chaise mais au dernier moment, il a essayé de se retourner, geste de défi qui obligea à tirer deux coups de grâce pour l'achever.
Edda rompit avec son père, l'accabla de reproches et ils ne se revirent plus. La mère de Ciano, Donna Carolina, très croyante, écrivit une lettre de pardon au Duce. Mussolini passa plusieurs semaines à recueillir les témoignages disponibles sur le procès et la mort de son gendre. Il répétait à son entourage, comme pour se dédouaner, qu'il était fier de la belle mort du comte Ciano.
La tradition mémorialiste fasciste a légué à la postérité une galerie de portraits ordonnée pour la distribution des seconds rôles : les bons et les méchants. La fin tragique de Galeazzo Ciano l'a fait compter parmi les « bons ». À cause de ses manières de grand seigneur, de son goût du luxe, d'un certain cynisme, il avait pourtant été, de son vivant, le dirigeant le plus impopulaire du régime fasciste, d'autant qu'il incarnait une politique étrangère d'alliance avec l'Allemagne, alors même qu'il y était devenu très hostile. Mais cela n'était pas connu de l'opinion publique, qui préféra Edda Mussolini, son épouse, à laquelle on reconnaissait un certain courage personnel : elle s'était engagée dans la Croix-Rouge et avait traversé plusieurs fois la Méditerranée alors que patrouillaient des sous-marins et des croiseurs anglais. Elle dut même se sauver à la nage après le naufrage du navire-hôpital sur lequel elle s'était embarquée.

## LeJournal politique(août 1937 – février 1943)
Le Journal politique de Ciano est selon Maurizio Serra un « texte vif, informé, rédigé d'une plume svelte et efficace, qui n'a vieilli ni sur le fond ni dans la forme. (...) Ciano avait fait ses débuts dans le journalisme et cette excellente école lui donna le sens de la synthèse et une belle facilité d'écriture. » C'est un journal politique qui ne contient rien sur ses conquêtes féminines et pauvre en notations psychologiques ou d'atmosphère. Il s'agit d'une chronique politique précise du fascisme et l'histoire de sa dérive due à l'alliance avec Hitler que Ciano favorisa dans un premier temps avant de le regretter amèrement. Ciano note le 8 février 1943 qu'il tient à disposition son journal pour prouver « toutes les trahisons commises par les Allemands » et de fait ces derniers chercheront à en empêcher la publication.
Ce journal met en lumière certains points :
- La solitude et l'isolement croissants du Duce, surtout après la mort de son frère Arnaldo, auquel il avait confié la direction de son journal Il Popolo d'Italia, homme pondéré qui exerçait une influence modératrice, et l'éloignement de ses égéries comme Margherita Sarfatti, qui lui inspira bon nombre de concepts du fascisme[31].
- Les bonnes relations de Ciano avec le Vatican au sein duquel il eut des interlocuteurs influents comme Giovanni Battista Montini, le futur Paul VI, qui veilla à préserver les universitaires catholiques de la tutelle du régime[32].
- Les principales orientations de la politique étrangère sous sa direction : financement de mouvements s'inspirant du fascisme, soutien aux politiques de révision des frontières dans les Balkans, recherche de bonnes relations avec la Grande-Bretagne tout en claironnant les mots d'ordre mussoliniens sur l'« homme nouveau » et les « peuples jeunes », importance de la politique de satellisation puis de quasi-annexion de l'Albanie, soutien politique et matériel aux franquistes, reconnaissance par les autres puissances de l'Empire colonial italien.
- La détérioration de sa perception du Troisième Reich : son journal témoigne de ses relations de plus en plus détestables avec Ribbentrop[33] ; à la méfiance traditionnelle sur les revendications allemandes sur le Haut-Adige et aux craintes suscitées par l'Anschluss succèdent à partir de 1939 l'indignation provoquée par l'occupation de Prague et de la Bohème, les revendications allemandes sur Dantzig, la dénonciation du pacte germano-polonais, le pacte Molotov-Ribbentrop[33].
- Son opposition totale à une entrée en guerre aux côtés de l'Allemagne : ainsi, en 1939, persuadé que l'attaque allemande contre la Pologne entraînerait une réaction de la Grande-Bretagne et de la France, il tente d'organiser une seconde conférence de Munich ; le refus britannique d'y participer sans retrait allemand de Pologne fait échouer sa tentative, entraînant celui plus vacillant de la France[34]. En accord avec quelques proches collaborateurs, comme l'ambassadeur italien à Berlin, Attolico, dont Hitler exaspéré exigera le rappel, il lutta avec acharnement pour tenir au moins l'Italie hors du conflit imminent ; il figure sur la liste noire des nazis, qui n'osèrent cependant pas demander sa tête au Duce[34] ; mieux informé que son beau-père sur l'état désastreux des approvisionnements énergétiques et sur l'impréparation militaire et psychologique du pays, Ciano comprit que la survie du régime et l'unité nationale étaient en jeu si l'Italie entrait en guerre ; pendant les 9 mois de non-belligérance du 1er septembre 1939 au 10 juin il essaya presque quotidiennement de convaincre Mussolini de résister à la tentation de l'intervention ; avec Italo Balbo, il fit partie des hiérarques fascistes qui cherchèrent à extraire l'Italie de l'alliance avec l'Allemagne[19]. Selon l'expression de Balbo, Ciano se bat « comme un lion[35] » chaque fois que Mussolini penche pour une participation aux côtés de l'Allemagne ; il insiste sur la duplicité des dirigeants nazis auxquels on ne peut faire confiance, sur l'impréparation matérielle et mentale du pays, sur le risque de défaite ; Ciano dit qu'une entrée en guerre serait « la ruine du pays, du fascisme, du Duce lui-même[36] » ; ces efforts sont vains et la rapide victoire de l'Allemagne sur la France emporte l'adhésion du Duce pour une entrée tardive que Ciano juge peu glorieuse.
- Le journal de Ciano se révèle très utile pour comprendre à quoi ressemblait la politique italienne à cette époque et ses liens avec le Duce ; ainsi, il raconte que le député Egilberto Martire rôdait dans les couloirs de la chambre, cherchant à salir la réputation de Ciano. Bocchini, chef de la police secrète (« admirable : dur, loyal, un ami ») l'entendit, le député fut séance tenante menotté et conduit en cellule, Lando Ferreti, journaliste, « présent au moment des faits », se vit retirer sa carte de presse pour « avoir réagi avec faiblesse sans en informer le parti ». Ému, Ciano remercia le Duce de prêter tant de considération à sa réputation[Note 1].
- Le journal témoigne de l'infiltration des préjugés antijuifs dans le discours du Duce : « Le Duce s’en est pris à l’Amérique, pays de nègres et de juifs, éléments qui désagrègent la civilisation. Il veut écrire un livre L’Europe en l’an 2000. Les races qui y joueront un rôle important seront les Italiens, les Allemands, les Russes et les Japonais. Les autres peuples seront dissous par l’acide de la corruption juive. Ils refusent même de faire des enfants car cela leur demande des sacrifices. Ils ne savent pas que les sacrifices sont le seul élément créatif dans la vie des peuples. Et aussi dans celle des hommes. » [37]. Le Duce[Note 2] reste cependant sioniste et affirme qu'il aidera à la constitution d'un État juif[38]. Toutefois, le régime fasciste financera les rebelles arabes antisionistes lors de la Grande révolte arabe de 1936-1939 en Palestine mandataire[39] et de nombreux fascistes s'opposent au sionisme, y compris des juifs fascistes comme Ettore Ovazza et Isaia Levi. Cependant, avec l'approbation de Ciano, le Duce s'oppose à l'exclusion des Juifs du parti demandée par Achille Starace[40], ainsi qu'à la décision allemande d'infliger aux Juifs une amende d'un milliard de marks après la mort d'Ernst vom Rath[41]. Ciano n'est pas hostile aux Juifs : « Ils sont peu nombreux, et, sauf de rares exceptions, ils sont bons. Et puis, il ne faut jamais persécuter les Juifs comme "tels" ; cela peut provoquer la solidarité de tous les Juifs du monde. On peut les frapper sous d'autres prétextes. Mais, je le répète, le problème n'existe pas chez nous. Et peut-être qu'à petites doses les Juifs sont nécessaires à la société comme la levure est nécessaire à la pâte[42]. »
- De même, Ciano rapporte l'apparition de propos hostiles à l’Église et au Vatican, qui d'ailleurs, comme les propos anti-juifs, sont concomitants avec la mise en place de l'alliance avec le national-socialisme ; le 4 septembre 1938 : « J’habitue les Italiens à l’idée qu’ils peuvent se passer d’une chose : le Vatican. La lutte contre ces grandes forces, ou du moins considérées comme telles par la plupart, sert de ciment au peuple italien et leur montre également que ces lanternes ne sont que des vessies[Note 3]. » Le 9 février 1939, on trouve dans son journal : « Depuis quelque temps, Mussolini fait de plus en plus état de son détachement vis-à-vis de l’Église. Cela n’a pas toujours été ainsi[43]. »
- Le journal montre l'opposition croissante de Mussolini à la royauté, qu'il souhaite abolir dès que l'occasion se présentera. Ciano évoque la polémique à propos de la proposition de loi qui crée le grade de premier maréchal de l’Empire et le confère au roi et à Mussolini[44]. Ciano écrit : « Il semble qu’au palais on ait parlé d’illégalité. Mussolini a fait demander un avis au Conseil d’État : tout est parfaitement légal. Il l’a envoyé au Roi avec une lettre très sèche. Il m’a dit : "ça suffit. Il me les casse. Je travaille et lui, il signe. Je suis désolé que ce que vous avez fait mercredi ait été parfait du point de vue légal." J’ai répondu que nous pourrions aller plus loin à la première occasion. Celle-ci se présentera certainement quand il faudra substituer à la signature respectable du Roi, celle, moins respectable, du Prince. Le Duce a acquiescé et, à mi-voix, a dit "Après l’Espagne, nous en parlerons[45]" ». Mussolini cherche d'ailleurs à dissuader Franco de rétablir la monarchie[46].
- De fait, même si la constitution ne lui confère que peu de pouvoirs, le roi manifeste son opposition, notamment sur deux points. Le roi est hostile aux Allemands et à Hitler ; il qualifie les premiers de « salauds et de canailles[47] » ; il méprise le second qu'il présente comme un « dégénéré psychophysiologique » se faisant des injections d’excitants et de drogue[48]. En outre, le roi critique la politique antijuive ; le 28 novembre 1938, par trois fois note Ciano, le roi dit « éprouver une infinie pitié pour les juifs », citant le cas de personnes persécutées[Note 4] ; le Duce répondant qu'il y avait vingt mille personnes au cœur tendre qui s'émeuvent sur le sort des Juifs. Le roi dit qu'il comptait parmi celles-ci[49].
- Ciano note en la critiquant la campagne et la politique antibourgeoise du régime (suppression du golf, « sport des riches » ou des trains de première classe) ; ainsi, il défend la « bourgeoisie italienne qui supporte les plus lourds sacrifices ; c'est elle qui fait la guerre, qui constitue le squelette de la nation ; est-il vraiment utile de l'irriter tous les jours et de lui infliger des vexations qui en feront une ennemie implacable du régime[50]. ? » Cette politique antibourgeoise se réfère aux origines du fascisme et aux mots d'ordre des anciens squadristi ; mais Ciano note qu'à ses origines, le fascisme qu'il a connu « était anti-bolcheviste et traditionaliste, pour la défense de la famille et de la propriété privée et pour le respect de l’Église » ; ce faisant, il met en avant les ambiguïtés du premier fascisme : celui de 1919 et 1920, effectivement marqué par ses origines socialistes et celui émergeant en 1921, après l'échec des alliances avec les forces de la gauche interventionniste, nettement orienté à droite et luttant contre les marxistes. Ciano remarque que les bourgeois frondeurs font renaître « l'ancien socialiste de Romagne, qu'ils ont réussi à réveiller en lui[51] ».
- Ciano note que le Grand Conseil du fascisme, qui mettra d'ailleurs indirectement un terme au pouvoir de Mussolini en votant la motion de Dino Grandi après dix heures de débat, est un lieu où s'exprime une certaine opposition à Mussolini ; ainsi, en octobre 1938, y est critiquée par Italo Balbo, Emilio De Bono, Luigi Federzoni la politique antijuive[52] ; de même, Italo Balbo y déclare en 1939 : « Vous léchez les pieds de l'Allemagne[53] ».
- Sur le plan de la politique étrangère, on note l'importance accordée par le Duce à la « récupération » de Djibouti, de la Corse, de la Tunisie, de Nice et de la frontière du Var ; le régime lança sur ce thème une campagne de francophobie en 1937[54], qui perdura jusqu'à l'entrée en guerre.

## Postérité

### Héritage culturel
Il existe un musée de la famille Ciano près de Livourne.

### Descendance
Son fils Fabrizio (1931-2008) évoqua le cas de son père dans ses mémoires, Quando nonno fece fucilare papà (Quand papi a fait fusiller papa) parues en 1991. Sa fille Raimonda dite Dindina (1935-2001) fut pour quelque temps l'épouse du marquis Alessandro Giunta (fils de Francesco Giunta, également ministre de Mussolini, et de Zénaïde del Gallo di Roccagiovine, descendante de Joseph Bonaparte, frère de Napoléon Ier).
Son fils Marzio (1937-1974) eut une certaine notoriété dans le milieu mondain de Rome et de Capri.

## Décorations honorifiques

### Décorations italiennes
- Chevalier de l'ordre suprême de la Très Sainte Annonciade - 1939
- Ordre civil de Savoie
- Chevalier grand-croix de l'ordre des Saints-Maurice-et-Lazare - 1939
- Chevalier grand-croix de l'ordre de la Couronne d'Italie
- Chevalier grand-croix de l'ordre colonial de l'Étoile d'Italie
- Chevalier grand-croix de l'ordre de la Besa (royaume d'Italie - Albanie)
- Chevalier grand-croix de l'ordre de Skanderbeg (royaume d'Italie - Albanie)
- Médaille d'argent de la valeur militaire

Capitaine pilote complémentaire, volontaire de guerre, commandant de l'escadron de bombardement « Desperata » sur le front érythréen, il a dirigé son unité avec habileté et audace dans chaque vol d'exploration et d'offensive. Lors de l'attaque aérienne d'Amba Birguntan, confiée uniquement à son escadron, il a balayé à basse altitude l'important centre caravanier des basses terres occidentales d'où l'ennemi s'est retiré, laissant 180 hommes et plusieurs chefs au sol. Il est revenu de l'action avec un montant percé par un tir ennemi. Lors du bombardement des camps de Bet Mairà près d'Amba Alagi, avec une autre unité de l'escadron, il réussit à faire sauter un dépôt de munitions et à infliger à l'ennemi la perte, signalée par l'ennemi, de 68 hommes. À la tête de son propre escadron, il participe à l'attaque aérienne du Maj Mescic, près d'Amba Alagi, contre une horde de 20 000 Abyssins. Atteint par plusieurs rafales de mitrailleuses et de fusils, qui ont touché l'avion à 36 endroits, il a finalement eu le réservoir d'huile du moteur gauche éventré par un obus explosif d'un canon antiaérien. Néanmoins, il est resté dans la zone d'attaque jusqu'à ce que la perte de pétrole l'oblige à atterrir sur le champ de fortune de Macallè. Profondément conscient de ses devoirs de commandant, il a toujours et partout été un exemple à suivre pour ses équipiers. Ciel d'Amba Birguntan, Amba Alagi et Macallè, 18 novembre 1935.
- Médaille d'argent de la valeur militaire

Officier pilote responsable de l'équipage d'un avion de bombardement, a dirigé un vol de reconnaissance au-dessus d'Addis Abeba, afin d'observer les conditions de ce terrain d'atterrissage. Après avoir tracé quatre lignes droites sur le terrain, malgré la forte réaction anti-aérienne, il prend l'avion pour tester le terrain avec ses roues. Touché dans plusieurs parties vitales par des tirs lourds de mitrailleuses et de fusils, l'avion est resté au-dessus de la capitale ennemie pendant plus d'une demi-heure jusqu'à ce que, lors d'un mitraillage au-dessus du centre de la ville, il ait, entre autres, un moteur endommagé et deux réservoirs d'essence éventrés par des éclats d'obus. Au cours du vol de retour, rendu extrêmement difficile par les émanations toxiques du mélange gazeux affectant certains membres de l'équipage, le manque de carburant et les mauvaises conditions météorologiques, il a surmonté les nombreux obstacles qui rendaient le retour à la base particulièrement précaire, faisant preuve d'une grande compétence professionnelle et d'un mépris serein du danger. Ciel d'Addis Abeba, 30 avril 1936.
- Médaille d'argent de la valeur militaire

Officier supérieur aux hautes vertus militaires, à la tête d'un groupe de bombardement, il a participé à de nombreuses actions de guerre sur différents fronts, confirmant à nouveau ses magnifiques qualités de combattant et ses qualités pratiques de commandant, toujours prêt à donner le meilleur de lui-même dans les missions où le risque et la difficulté étaient les plus grands. A la tête de ses équipages, il est le premier à conduire l'escadre italienne vers une base éloignée et bien équipée en Grèce, qu'il parvient à frapper efficacement, surmontant avec beaucoup d'audace la violente réaction aérienne et anti-aérienne. Un exemple brillant d'audace tenace et sereine et de mépris du danger. Ciel de Corse, de Salonique et du front gréco-albanais, juin 1940-XVIII-avril 1941-XIX.
- Croix de guerre de la valeur militaire
- Médaille commémorative de guerre 1940-1943
- Médaille commémorative de l'expédition d'Albanie
- Médaille commémorant les opérations militaires en Afrique de l'Est
- Médaille commémorative de la Marche sur Rome

### Décorations étrangères
- Chevalier de l'ordre de l'Éperon d'or (Saint-Siège) - 22 décembre 1939
- Chevalier grand-croix de l'ordre de Pie IX (Saint-Siège) - 13 novembre 1937
- Chevalier grand-croix de l'ordre du Lion blanc - 7 juin 1937
- Chevalier grand-croix de l'ordre équestre du Saint-Sépulcre de Jérusalem (Saint-Siège)
- Chevalier grand-croix de grâce magistrale de l'ordre souverain de Malte
- Chevalier grand-croix de l'ordre de l'Aigle allemand (Allemagne nazie)
- Chevalier de l'ordre de l'Aigle blanc (Pologne) - 1938
- Collier de l'ordre d'Isabelle la Catholique (Espagne) - Burgos, 18 juillet 1938[55]
- Collier de l'ordre impérial du Joug et des Flèches (es) (Espagne) - Burgos, 9 juillet 1939[55]